# Dichagyris renigera
Dichagyris renigera là một loài bướm đêm trong họ Noctuidae.